# Apogonia expeditionis
Apogonia expeditionis är en skalbaggsart som beskrevs av Conrad Ritsema 1896. Apogonia expeditionis ingår i släktet Apogonia och familjen Melolonthidae. Inga underarter finns listade i Catalogue of Life.